# Хицхофен
Хицхофен (нем. Hitzhofen) — община в Германии, в земле Бавария. Подчиняется административному округу Верхняя Бавария. Входит в состав района Айхштетт. Община подразделяется на 3 сельских округа.
По данным на 31 декабря 2015 года:
- территория — 3378,62 га;
- население — 2871 чел.;
- плотность населения — 84,98 чел./км²;
- землеобеспеченность с учётом внутренних вод — 11 768,09 м²/чел.

До 1 января 1994 года община входила в состав административного сообщества Айтенсхайм.

## Население
По оценке на 31 декабря 2015 года население общины составляет 2871 человек.
| Дата      | 1840 | 1871 | 1900 | 1925 | 1939 | 1950 | 1961 | 1970 | 1987 | 2011 |
| --------- | ---- | ---- | ---- | ---- | ---- | ---- | ---- | ---- | ---- | ---- |
| Население | 772  | 776  | 879  | 1032 | 1015 | 1324 | 1270 | 1467 | 1892 | 2802 |

| Год       | 1960 | 1970 | 1980 | 1990 | 2000 | 2009 | 2010 | 2011 | 2012 | 2013 | 2014 | 2015 |
| --------- | ---- | ---- | ---- | ---- | ---- | ---- | ---- | ---- | ---- | ---- | ---- | ---- |
| Население | 1270 | 1469 | 1671 | 2021 | 2537 | 2839 | 2871 | 2808 | 2834 | 2824 | 2846 | 2871 |